# Zouérat
Zouérat er en by i det nordlige Mauretanien, beliggende tæt på grænsen til Vestsahara. Byen har et indbyggertal (pr. 2005) på cirka 38.000 og er hovedstad i regionen Tiris Zemmour.